# Fucking Åmål
Fucking Åmål er en svensk film som i de fleste engelsk-talende lande blev distribueret som Show Me Love (og i visse andre lande med lignende nedtonede titler som Raus Aus Åmål, Descubriendo el Amor, Amigas de Colégio etc.). Titlen henviser til den lille by Åmål i det vestlige Sverige. Filmen er dog ikke filmet i Åmål, men i Trollhättan.
Filmen fra 1998 var skrevet og instrueret af Lukas Moodysson og var hans første store film. I filmen medvirker Alexandra Dahlström som Elin og Rebecka Liljeberg som Agnes. Den vandt fire Guldbagger (Guldbiller) ved Guldbagge-uddelingen i 1999. Den har også vundet flere andre internationale priser, deriblandt Teddy-prisen på Filmfestivalen i Berlin i 1999.

## Handling
Filmen handler om to piger, Agnes og Elin, som går i skole i den lille, svenske by Åmål ("fucking" er et ord som Elin bruger til at beskrive den). Elin er udadvendt og har mange venner, men er ikke tilfreds med sit liv. Agnes har derimod næsten ingen venner. Agnes er forelsket i Elin, men kan ikke finde en måde at vise det på. Elin deltager i Agnes' fødselsdagsfest, hovedsagelig for at undgå en anden fest med folk, hun gerne vil undgå. Elins storesøster, Jessica, som kommer med hende, udæsker hende til at kysse Agnes, hvilket hun gør. Elin opdager, at hun også føler sig tiltrukket af Agnes, men tør ikke indrømme det. I slutningen af filmen afslører de dog deres følelser for hinanden i en scene, der foregår på skolens toilet. Til sidst sidder de sammen på Elins værelse og drikker chokolade.

## Produktion
Filmen er optaget i Trollhättan af produktionsselskabet Film i Väst i foråret 1998. Filmen havde et lille budget og castingen af skuespillerne blev delvist foretaget af instruktøren Lukas Moodysson og hans kone Coco.

## Skuespillere
- Alexandra Dahlström – Elin
- Rebecka Liljeberg – Agnes
- Erica Carlson – Jessica
- Ralph Carlsson – Olof, Agnes far
- Mathias Rust – Johan Hulth
- Stefan Hörberg – Markus

## Modtagelse
Fucking Åmål blev både en publikums- og kritikersucces og fik en placering som nummer syv over de mest sete biograffilm i Sverige i perioden 1993-2006.
I Danmark blev den nomineret til Bodilprisen for bedste ikke-amerikanske film.